# Lista de personagens de Gravity Falls

Imagem promocional com os personagens principais da primeira temporada. Da esquerda para a direita, Soos, Dipper, "tivô" Stan, Mabel e Wendy.

Esta é a lista de personagens de Gravity Falls, uma série de televisão animada criada por Alex Hirsch. Nesta página são listados todos os personagens que aparecem na 1ª e 2ª temporada. 

## Personagens principais
- Dipper Pines (dublado por Thiago Keplmair, no Brasil e Jason Ritter, nos EUA)[1] - Dipper tem 13 anos de idade[2] irmão-gêmeo de Mabel Pines, que nasceu 5 minutos depois dela.[3] Está equipado com o Diário "3" que descobriu no bosque. Ele o ajudou a resolver os inúmeros mistérios de Gravity Falls. Como um aventureiro, Dipper tem problemas para ficar quieto e está sempre procurando o próximo enigma para resolver, deixando-o inquieto em situações mundanas. Sua atenção ao detalhe parece ser útil ao resolver mistérios, mas outros questionam sua credibilidade por causa de seu zelo. Ele é considerado sábio além de seus anos e não pode esperar para crescer e se tornar um homem. Retratado como objetivo-orientado e enraizado nos fatos, ele às vezes imagina possíveis cenários e obsessivamente e faz listas, o que também o torna muito mais perceptivo para o perigo real de Gravity Falls. Entre as estações, Dipper criou uma série intitulada "Guia do Dipper para o Inexplicável". É revelado em um dos episódios que Dipper tem uma queda por Wendy. Embora ele saiba em seu coração que ele nunca será o namorado de Wendy, isso não o impede de fazer tudo o que estiver ao seu alcance para agradá-la. Em outro episódio, revela-se que ele gosta de bubblegum pop music. Ele tem seu apelido de uma marca de nascença em sua testa que tem a forma da Ursa Maior (Big Dipper em Inglês).[4] Seu nome formal nunca foi revelado durante a série, mas foi revelado mais tarde ser Mason, onde Stanford Pines revela seu nome no Diário 3.[5]
- Mabel Pines (dublada por Bianca Alencar, no Brasil e Kristen Schaal, nos EUA)[1] - Mabel tem 13 anos de idade[2] Irmã gêmea de Dipper Pines, nascido 5 minutos antes de Dipper. Mabel é otimista, excêntrica, divertida e animada, que se expressa através de uma variedade de seus casacos que ela mesma tricota bem como suas habilidades em vários Artes e Ofícios. Sua personalidade extrovertida e curiosa muitas vezes ajuda Dipper a resolver mistérios, embora sua tolice seja muitas vezes vista como um fardo. Mabel gosta de romances adolescentes (especialmente de vampiros). Apesar do que ela vê como obscuridade namoro em Gravity Falls, Mabel permanece otimista. Uma vez ela saiu em um encontro com Gideão, mas isso não continuou depois Gideão tentou matar Dipper. No episódio "Tesouro Irracional", ela é transformada em congressista oficial dos Estados Unidos por Quentin Trembley, presidente da oitava e meia, com uma plataforma política de "legalizar tudo". Ela ganha um porco de estimação no episódio "O Porco e o Viajante do Tempo" e nomeia Waddles. Ela também faz aparições em "Guia do Dipper para o Inexplicável", mas tem sua própria série intitulada "Guia da Mabel para a Vida". Ambos os curtas foram exibidos entre as temporadas 1 e 2. Mabel é inspirada pela irmã gêmea de Alex Hirsch, Ariel.[6]
- Stanley "Tivô Stan" Pines (dublado por Marcelo Pissardini, no Brasil e Alex Hirsch, nos EUA) - O tio-avô de Dipper e Mabel Pines, melhor caracterizado por seu egoísmo e abrasividade. Ele corre e vive na Cabana do Mistério, uma armadilha turística que é classificado como "o museu mais bizarro do mundo". Tivô Stan é um vendedor em primeiro lugar, colocando a maior parte de seu esforço em ação, e está ansioso para vender alfaiates e bugigangas da cabana por preços assustadores. Por causa de seu esforço para ganhar dinheiro, seus métodos de obtê-lo nem sempre são legais. Quando ele não está ganhando dinheiro, ele geralmente está em casa assistindo televisão. Stan costuma usar um fez (chapéu)), o símbolo em que mudou ao longo dos episódios, leva em torno de uma cana de 8 bolas cobertas, e raramente usa um tapa-olho sobre seus óculos - o último dos quais é expressamente para a imagem pessoal. Frequentemente ele envia os gêmeos para o que eles consideram ser mandamentos escandalosos e imprevisíveis, mas ele é protetor deles e os ama incondicionalmente. Apesar de sua idade e físico questionável, Stan é fisicamente apto ao ponto de ser capaz de lutar quando ameaçado, mesmo contra zumbis e pterodáctilos. Atrás de sua máquina de guloseimas, ele tem uma escada escondida para um local desconhecido. No final da temporada 1, este local é revelado para conter um grande dispositivo oculto que é alimentado por informações criptografadas nas três revistas. Stan tem o primeiro diário, Gideão teve o segundo e Dipper tem o terceiro. Mais tarde, ele recolhe todos os três após a prisão Gideãozinho e quando Dipper lhe mostra o terceiro. Ele mais tarde entrega de volta o terceiro diário para Dipper. Como revelado em "Nem Tudo é o que Parece", ele estava tentando trazer seu irmão gêmeo de volta de outra dimensão. Para derrotar Bill no final da série, Stan perde sua memória, mas recupera-a depois de ver o álbum de recortes de Mabel. Ele era chamado de Stanford Pines, o nome de seu irmão gêmeo, e seu nome verdadeiro é Stanley. Ele é baseado no avô de Alex Hirsch, Stan.[7][8]
- Soos Ramirez[9] (dublado por César Marchetti, no Brasil e Alex Hirsch, nos EUA)[1] - Jesus "Soos" Alzamirano Ramirez[9] Soos tem 22 anos de idade[9] Hispânico e trabalhador manual na Cabana do Mistério. Um amigo de Dipper e Mabel, Soos é gordo, adorador de hamster e bastante divertido e engraçado. Ele muitas vezes dirige os gêmeos em torno da cidade quando eles precisam. Ele é um pouco desajeitado, não o mais brilhante do grupo, e muitas vezes está cometendo erros. Apesar disso, ele tem uma grande variedade de talentos, como engenharia, DJ e pinball, e gosta de se unir com Dipper fazendo "coisas de garotos", como aquecimento salsichas em um microondas até que eles explodem. Ele diz "cara/veio" depois de quase toda frase. Em "O Jogo de Blendin", seu aniversário foi revelado: 13 de julho. Também foi revelado que ele não tinha um bom relacionamento com seu pai.[9] No final da série, após Ford e Stan deixarem Gravity Falls, Soos se torna o novo Sr. Mistério da Cabana do Mistério. Soos entra em um relacionamento de longa distância com uma garota de Portland, Oregon, chamada Melody, que se muda para Gravity Falls e se torna a nova atendente de caixa da Cabana do Mistério.[10][11] Hirsch baseou o personagem em Jesus Chambrot, um animador com quem ele era amigo no Instituto das Artes na Califórnia|CalArts.[12][13]
- Wendy Corduroy (dublada por Samira Fernandes, no Brasil e Linda Cardellini, nos EUA)[1] - Wendy é madura, divertida e legal de 15 anos de idade[14] que trabalha de meio expediente na Cabana do Mistério. Ela é a paixão de Dipper, e vários episódios se concentram em suas tentativas equivocadas de impressioná-la. Wendy afirmou que ela tinha muitos namorados no passado tantos, de fato, que há um ex-namorado com quem ela não consegue se lembrar nunca ter terminado com ele. Wendy é a mais velha e mais alta de sua família; Seu pai é Manly Dan, um dos lenhadores locais de Gravity Falls, e ela provou várias vezes que ela é muito filha de seu pai, tendo experiência como um lenhador, tremenda força física (quebrou o braço de um prisioneiro fugido muito maior e forte do que ela durante os eventos de Estranhagedon), e habilidades de sobrevivência pós-apocalíptica, que se mostraram úteis para tirar a si e aos seus amigos de muitas ligações. Sendo a típica adolescente sociável e indiferente, ela tem muitos amigos que estão em torno de sua idade. Seu mais recente ex-namorado é Robbie, que Dipper despreza e viu como um rival. Wendy quase sempre defende Dipper na frente de Robbie.
- Stanford Filbrick "Ford" Pines (J. K. Simmons) também conhecido como "O Autor " , é um investigador paranormal que veio a Gravity Falls ,Oregon para estudar a enorme concentração de atividade sobrenatural   em torno da cidade. Depois de passar anos catalogando sua pesquisa em uma série de diários , ele desapareceu em uma dimensão alternativa. Seus escritos foram deixados como a única evidência de sua existência. A identidade e o paradeiro de Ford foram um mistério central e um prenúncio da série Gravity Falls até o meio da segunda  temporada do show, quando ele foi revelado como o irmão gêmeo perdido de Stan Pines. Ford desapareceu em uma outra dimensão, depois de uma briga com seu irmão que o fez tropeçar e cair no  portal do universo.
- Waddles (dublado por Dee Bradley Baker) - O animal de estimação de Mabel, um porco. Ela ganhou Waddles na feira, e desde então os dois foram inseparáveis. Mostra-se que Waddles gosta de passar tempo com Mabel tanto quanto gosta de passar tempo com ele. Em "Summerween", Waddles permite Mabel para vesti-lo como um homem de negócios e tirar fotos capitando sentimentos dele no estilo de memes internet. Waddles e Mabel são mostrados como inseparáveis, Mabel chora no final da série quando eles tem de se separar.

### Recorrentes
- Candy Chiu e Grenda (dublada por Tatiane Keplmair, no Brasil e Niki Yang, nos EUA) e (dublada por Gabriel Noya no Brasil e Carl Faruolo, nos EUA) – As melhores amigas de Mabel. Assim como Mabel, elas não gostam de Pacifica e por isso tem rivalidade com ela embora isso foi contrariado em "O Mistério do Solar Northwest". Candy é asiática e usa óculos, enquanto que Grenda é grande, bruta e tem uma voz bem grossa masculina.
- Fiddleford Hadron "Velho" McGucket (dublado por Carlos Silveira, no Brasil e Alex Hirsch, nos EUA) – O "maluco local" de Gravity Falls e o ex-ajudante do autor dos diários, Stanford Pines. Normalmente aparece nos momentos mais inoportunos pirando pelas ruas. Ele fundou a Sociedade do Olho Cego. (18 episódios + 2 sem falas)
- Gideão "Gideãozinho" Gleeful (dublado por Wendel Bezerra, no Brasil e Thurop Van Orman, nos EUA) – Vilão da 1ª temporada. Um garoto médium e vigarista, rival do Tivô Stan. Ele fala com um sotaque sulista, veste roupas formais azuis e tem um grande topete branco que chega a ser quase do tamanho dele. Ele é apaixonado pela Mabel e odeia Dipper Pines considerando ele seu arqui-inimigo. Assim como Dipper ele guardava um livro secreto, o Diário Nº 2 que o ajudava em seu planos. Até o final da primeira temporada ele queria reunir os três diários para conseguir abrir o portal por trás dele, ele rouba a escritura da Cabana do Mistério, porém após uma batalha contra Dipper sua farsa foi revelada para os moradores e ele foi preso. Na 2ª Temporada ele reaparece ainda com o plano de controlar a população de Gravity Falls vencendo a eleição usando o corpo de Bud mas no final ele falha. Em "Estranhagedon Parte 1" ele se alia a Bill novamente junto com seus companheiros de cela sendo protetores da bolha onde Mabel esta presa mas no final Dipper mostra que Mabel não gosta dele e então deixa Dipper entrar na bolha para resgatar Mabel. Em "Estranhagedon 3: Recuperando Gravity Falls" Bill o condena a dançar para toda a eternidade mas depois que todos foram humanizados novamente ele parou. No final ele prometeu parar com as maldades.(9 episódios + 1 sem falas)
- Pacifica Elise Northwest  (dublada por Flora Paulita, no Brasil e Jackie Buscarino, nos EUA) – Uma menina rica e mimada de 12 anos, a garota mais popular de Gravity Falls. Ela tem uma rivalidade com Mabel e suas amigas. A princípio sua família foi considerada a fundadora da cidade, porém foi descoberto em um episódio que seu ancestral era catador de fezes. A partir da segunda temporada passa a ser mais amigável com Mabel e Dipper. no episódio "Estranhagedon 3: Recuperar Gravity Falls" ela e sua família tiveram que vender a mansão por sua herança estar em ações de Estranheza após fazerem aliança com Bill.
- Robert "Robbie" Stacy Valentino (dublado por Marcio Marconato, no Brasil e T.J. Miller, nos EUA) – Um adolescente punk rock local. Ele foi o principal rival de Dipper pelas afeições do amor por Wendy durante a primeira temporada. Com o tempo Wendy passar a odiar Robbie e o esquece, mesmo Robbie implorando para conseguir reatar o namoro de volta. Seu aniversário é em 28 de agosto.
- Bill Cipher (dublado por Glauco Marques, no Brasil e Alex Hirsch, nos EUA) - Vilão da 2ª temporada e da série. É um demônio triangular, amarelo e ciclope vindo de uma dimensão paralela a 1 Milhão de Anos acreditando-se que ele é mais velho do que a Galaxia. Bill Cipher faz aniversário em 31 de Outubro. Ele apareceu pela primeira vez no episódio "Escapando do Sonho" quando Gideão o invoca numa tentativa de roubar a escritura da Cabana do Mistério. Ele invadiu a mente do Tivô Stan, porém foi derrotado por Dipper que o impediu de roubar a senha. Desde então Bill passa a aparecer como um antagonista frequente na segunda temporada. Na maioria das vezes muitas imagens com sua figura (o triângulo e o olho) são vistas aparecendo em vários lugares de Gravity Falls. Nos últimos episódios da 2ª Temporada ele começa o  Estranhagedon, transformando Gravity Falls em um caos total. Em "Estranhagedon 2: Fuga da Realidade" ele descobre que existe uma barreira em Gravity Falls que impede a sua estranheza de se espalhar pelo mundo. Em "Estranhagedon 3: Recuperando Gravity Falls", ele tenta fazer com que Ford o diga como levar o Estranhagedon para todo o mundo, mas Ford não o ajuda. No final da série ele é derrotado por Stan sendo apagado junto com a mente dele pelo "Apagador de Memórias" deixando para trás seu corpo petrificado. No entanto, suas últimas palavras distorcidas, quando tocadas ao contrário, revelam-se "A-X-O-L-O-T-L, chegou minha hora de queimar! Eu convoco o poder ancião para retornar!" Seu nome pode ser um trocadilho com as cifras Beale e uma referência para o Olho da Providência que aparece na nota de dólar. (7 episódios)
- Sheriff Blubs e Oficial Durland (dublados por Zeca Rodrigues e Sérgio Rufino, no Brasil e Kevin Michael Richardson e Keith Ferguson, nos EUA) – são os dois únicos policiais de Gravity Falls. Frequentemente andam juntos e parecem ter uma afeição muito grande um pelo outro, apesar de desconhecer se eles são um casal. Sheriff Blubs é baixinho, gordo, usa óculos escuros e é negro, enquanto Oficial Durland é magro, alto e tem o nariz rosado.
- Toby Determinado (dublado por Gileno Santoro, no Brasil e Gregg Turkington, nos EUA) – Um repórter falso e louco que trabalha em Gravity Falls. Ele tem uma queda por Shandra.
- Lazy Susan Wentworth (dublada por Luiza Viegas, no Brasil e Jennifer Coolidge, nos EUA) - Trabalha como garçonete no restaurante local que se chama Greasy's Diner . Ela é mostrada a amar consertar as coisas, apesar de não ser qualificada. Seu nome é um trocadilho com seu olho preguiçoso. Ela tem vários gatos, três dos quais são nomeados Donald, Sandy e Sr. Cara de Gato e Tivô Stan tinha uma queda por ela, e, eventualmente, trabalhado até a coragem de conquistá-la (com a ajuda de Mabel), porém mais tarde ele se arrependeu depois que ela o chamou repetidamente deixando mensagens de voz incomuns. Ela mostra-se desatenta no episódio "Summerween", quando ela categoricamente não conseguiu adivinhar o que Soos, Mabel e as amigas de Mabel estavam vestidos. Como revelado em "Um Conto de Dois Stans", seu olho constantemente fechado é devido ao fato de que ela acidentalmente tocou em algo no laboratório de Stanford no primeiro tour pela Cabana do Mistério. Em "Estranhagedon Parte 1", ela está entre os cidadãos que são capturados e petrificadas por asseclas de Bill. Ela é restaurada da sua humanidade no final da série.
- Tambry (dublada por Bruna Matta, no Brasil e Jessica DiCicco, nos EUA) - Tambry é uma das amigas de Wendy. Ela tingiu o cabelo e raramente olha para cima de seu telefone, ou mensagens de texto ou atualizar seu status. A partir do episódio "O Anjo do Amor", ela está em um relacionamento com Robbie. Em "Estranhagedon Parte 1", ela está entre os cidadãos de Gravity Falls que são capturados e petrificadas por asseclas de Bill. Ela é mais tarde restaurada da sua humanidade no final das séries.
- Lee e Nate (Michael Rianda e Scott Menville) - Amigos de Wendy. Os dois são geralmente vistos juntos. Lee tem cabelos loiros e veste uma camisa vermelha, enquanto Nate veste um boné e uma camisa preta. Ambos agem como adolescentes estereotipadas, sarcásticos, livres de cuidados. Em "Estranhagedon Parte 1", eles estão entre os cidadãos de Gravity Falls que são capturados e petrificadas por asseclas de Bill. Ambos são restaurados de sua humanidade no final dos série.
- Thompson (dublado por Márcio Araújo, no Brasil e Michael Rianda nos EUA) - Thompson é um dos amigos de Wendy. Ele geralmente é visto a participação nos jogos os caras tocam, como colocar gelo em suas calças e tentar atirar um feijão de geleia em seu umbigo. Em "Estranhagedon Parte 1", ele está entre os cidadãos que são capturados e petrificadas por asseclas de Bill. Ele é restaurado junto com a população no final da série.
- Blendin Blenjamin Blandin (dublado por Fábio Moura, no Brasil e Justin Roiland, nos EUA) - Blendin Blandin é um viajante do tempo do ano de 207~012 que tem como missão acabar com paradoxos temporais. Após as ações dos gêmeos, inadvertidamente, lhe custou o emprego e pousou-o na prisão, ele jurou vingança sobre eles. Sugere-se que ele não será mais um vilão após o episódio "O Jogo de Blendin" quando Dipper e Mabel realmente ajudam a conseguir seu emprego de volta e lhe deram o cabelo bonito. Em "Dipper e Mabel vs. O Futuro", ele é possuído por Bill Cipher para que ele possa liberar a fenda dimensional. Em "Estranhagedon Parte 1", ao perceber sua posse, Blendin vai pedir a ajuda de seus companheiros de viagem de tempo, só que ao chegar lá e confrontar Bill, todos os seus companheiros de viagem no tempo são mortos junto com o Bebê do Tempo, sendo Blendin, o único sobrevivente.
- Manly Dan (dublado por Guilherme Lopes, no Brasil e John DiMaggio, nos EUA) - O lenhador forte e pai de Wendy e três filhos. Manly Dan é instável e tem problemas de raiva graves, muitas vezes, puncionar ou destruição de objetos quando está com raiva, mas gosta de atividades ligação da família como a pesca no lago, Ele também tem uma boa amizade com Tyler Cutebiker. Em "Estranhagedon 2: Fuga da Realidade", ele está entre os cidadãos que são capturados e petrificadas por asseclas de Bill. Ele é restaurada da sua humanidade no final das série.
- Abuelita (dublada por Rosely Gonçalves, no Brasil e Matt Chapman, nos EUA) - É a avó maternal de Soos, que cuida dele como se fosse seu filho desde que ele era pequeno. Sempre que Soos sai de casa, ela lê o seu diário, é um de seus passa-tempos.
- Os Gnomos (Alex Hirsch) - Vivem na Floresta de Gravity Falls, em Armadilha para Turistas capturam Mabel Pines para fazer dela sua rainha, porém Dipper salva sua irmã deles. Eles vomitam arco-íris e são extremamente fracos contra sopradores de folhas. Gnomos são criaturas pequenas lembrando humanos, que geralmente usam chapéus pontudos e têm barbas e narizes vermelhos, assim como dentes pontudos e afiados. Os gnomos conhecidos são Jeff o Líder do Grupo, Steve, Carson, Jason e Shmebulock.
- Gompers, o Bode - Um bode que vive na floresta perto da Cabana do Mistério. Gompers frequentemente entra na Cabana sem ser convidado e sem aviso prévio. Ele já comeu tudo de latas do agregado familiar e também já tentou devorar o chapéu de Tivô Stan, sempre sem sucesso.
- Tyler Cutebiker (dublado por Paulo Porto, no Brasil e Will Forte, nos EUA) - é o atual prefeito de Gravity Falls, Oregon e entusiasta local. Ele é mais conhecido por dizer, "Pega ele, pega ele!" várias vezes.
- Bud Gleeful (dublado por Carlos Campanile, no Brasil e Stephen Root, nos EUA) - Bud Gleeful é o pai de Gideão, que, apesar de sua natureza amigável, é um homem conhecido que apoia negócios questionáveis, como ato psíquico fraudulenta de seu filho e de seu próprio negócio do carro de má qualidade. Ele também é um ex-membro da Sociedade do Olho-Cego.
- Bebê do Tempo (dublado por Zeca Rodrigues, no Brasil e Dave Wittenberg nos EUA)- O Bebê do Tempo é um gigante, de voz profunda, todo-poderoso com o controle total sobre o tempo e o espaço. Ele também é o governante do futuro a partir do ano 207~012 e jogo de mestre para o jogo de torneio "Globnar." Suas origens são na sua maioria desconhecida, mas sabe-se que ele foi encontrado congelado em um iceberg, o que acabou derretido e libertá-lo sobre o mundo futuro. O Bebê do Tempo possui poderes tais como visão a laser, voo, onisciência e manipulação do tempo. Ele parece ter alguma ligação com Bill Cipher como evidenciado por pistas escondidas ao longo da série. Em "Estranhagedon Parte 1", ele é morto por Bill.

### Personagens menores
- Agente Powers e Agente Trigger (Marco Antônio Abreu e Cassius Romero//Nick Offerman e Jeff Rowe) – Dois agentes do governo que investigam o postal de Stan e a própria cidade.
- Xyler e Craz são personagens do filme Dream Boy High . Eles foram temporariamente trazidos da imaginação de Mabel para a vida real por Bill Cipher enquanto eles estavam dentro da mente de Stan , e depois novamente eles apareceram quando  Bill   aprisionou Mabel em uma bolha gigante.
- Olho de Fantasma (Kevin Michael Richardson) – Um presidiário da "Prisão de Gravity Falls", amigo de Gideão.
- Irmãos Corduroy - Os Irmãos Corduroy são os três filhos de Manly Dan e são irmãos mais novos de Wendy. Seus nomes nunca foram revelados. Os três são vistos muitas das vezes vendo seu pai destruindo coisas.
- Mermando (Alfredo Rollo//Matt Chapman) - É um tritão de 12 anos que ficou preso na Piscina de Gravity Falls antes de Mabel fazer um plano para ajudá-lo a escapar.
- Sra. Gleeful (Suzete Piloto//Grey DeLisle) - Sra. Gleeful é a mãe de Gideãozinho e esposa de Bud Gleeful. Ela aparece pela primeira vez em "Pequeno Dipper" e depois em "Gideão Assume". Viver com Gideão pode ter a feito se reservar e ter se traumatizado. Ela também foi vista em "O Jogo de Blendin" de fundo quando Dipper e Mabel vão para o passado, aparece empurrando um carrinho de bebê com Gideão dentro com um sorriso em seu rosto junta com Bud.
- Tad Estranho (Alexandre Marconato//Cecil Baldwin) - Mora em Gravity Falls, Oregon e, de acordo com Soos, é ironicamente a pessoa mais normal daquela cidade.
- Lolph e Dundgren (Marco Antônio Abreu e ??//Dave Wittenberg e Diedrich Bader) - Agentes de Prevenção do Paradoxo do Tempo que também é conhecido como a Polícia do Tempo. Seus nomes (e possivelmente sua aparência alta e musculosa) são aparentemente inspirados por Dolph Lundgren. Eles são os agentes que prendem Blendin Blandin e mais tarde prendem Dipper e Mabel para competir contra Blendin no Globnar. Eles são mortos por Bill Cipher no Estranhagedon.
- Cara da Pizza Grátis - O Cara da Pizza Grátis é um personagem de fundo em Gravity Falls. Ele geralmente é visto comendo pizza e se decepciona quando Stan quebra sua promessa de pizza grátis no episódio "Caçadores de Cabeça". Ele é mais reconhecível por sua camisa vermelha "Pizza Grátis".
- Reginald e Rosanna (Will Friedle e Grey DeLisle) - Reginald e Rosanna são um casal  que são personagens de fundo comumente visto na série. Eles parecem estar saindo, como eles são muitas vezes vistos juntos.
- Shandra Jimenez (Marcia Regina//Kari Wahlgren) - Shandra Jimenez é uma repórter em Gravity Falls e Toby Determinado tem uma paixão secreta por ela.. Em "Estranhagedon 3: Recuperando Gravity Falls" ela é a última dos cidadãos da Gravity Falls a ser petrificada por asseclas de Bill.
- Presidente Sir Lorde Quentin Trembley III, Escudeiro, é o fundador de Gravity Falls ,Oregon e o 8½ presidente dos Estados Unidos.É dito que ele venceu a eleição de presidência em um deslizamento de terra. Ele como 8½ Presidente fez a "Proclamação Anti-calça", uma lei que impedia as pessoas de usarem calças. Trembley declarou guerra contra panquecas, apontou 6 bebês para a Corte Suprema e também cavalgava cavalos de costas viradas. Ele achou a cidade de Gravity Falls pulando de um penhasco montado de costas viradas em um cavalo em alta velocidade. Um de seus discursos contou com a frase: "A Única coisa que temos que temer são Aranhas Gigantes comedoras de humanos!". Ele também se aprisionou em um sólido bloco de pasta de amendoim (acreditando que isso possuía propriedades suficientes para sustentar vida), e seu corpo estava perdido até os eventos de "Tesouro Irracional"
- Nathaniel Noroeste (Northwest no Original) é o suposto fundador de Gravity Falls ,Oregon . Ele é o bisavô de Pacifica Noroeste. Seu legado é celebrado durante o Dia dos Pioneiros. Uma estátua dele pode ser vista em"Tesouro Irracional", quando Dipper e Mabel estão lendo o Livro 3 nos degraus do seu altar.É revelado em"Tesouro Irracional" que Nathaniel Noroeste não foi, na verdade, o verdadeiro fundador de Gravity Falls. Ele na verdade era o "Idiota da aldeia", e o verdadeiro fundador da cidade era o relativamente desconhecido e envergonhado oitavo e meio presidente dos Estados Unidos, Quentin Trembley.
- Shmipper e Smabble[15] - Shmipper e Smabble são dois personagens muito jovens (um menino e uma menina) que às vezes são usados como opostos completos de Mabel e Dipper. Têm um vovô que mostra seu carinho afetivo para eles, em contraste com Tivô Stan.
- Tate McGucket (Faduli Costa//Alex Hirsch) - Tate McGucket trabalha de estoica no Lago de Gravity Falls e é filho de Velho McGucket. Seus olhos estão sempre escondido sob o chapéu.
- Figuras de cera são esculturas enfeitiçadas de cera, por isso se tornam vivos à noite. Viveram presos em uma sala lacrada pelo papel de parede da loja de souveniers por muitos anos e foram reencontrados por Soos, entretanto o Tio-vô Stan já sabia de sua existência. Quase todos eles foram derretidos por Dipper e Mabel quando tentaram sem sucesso matar ao Stan, porém a cabeça de um deles é vista no fim do episódio em um tubo de ventilação.
- .GIFfany/Giffany (Flora Paulita//Jessica DiCicco) - Sensível, A.I. e maliciosa, que está sob o disfarce de, um estudante de cabelo rosa inocente em um namoro jogo de simulador. Ela matou seu criador após seu "nascimento", depois que ele percebeu que o que ele criou foi algo mal. Ela é a personagem principal do simulador de namoro, "Academia do Romance 7", mas seu jogo foi devolvido à loja local do jogo de videogame várias vezes, presumivelmente, quando as pessoas descobriram que ela era perigosa. No entanto, Soos comprou seu jogo de vídeo e se apaixona por ela. Quando Dipper e Mabel tiram Soos de seu jogo, ela segue Soos ao shopping através de linhas de energia. No entanto, após Soos ter se encontrado com Melody, Giffany revela sua atitude controladora e ciumenta. No entanto, ela começa a perseguir Soos, seguindo-o pelo shopping. Ela ganha o controle dos corpos robóticos dos animatrônicos em uma pizzaria, onde ela tenta capturar Soos para ele descarregar seu cérebro em seu jogo, mas Soos usa o forno da pizzaria para destruir o CD, apagando toda a programação de Giffany e a destruindo.
- Clones do Dipper (Thiago Keplmair//Jason Ritter) - São os clones do mal de Dipper Pines. Eles aparecem em "Dipper em Dobro" onde trancam o Dipper original em um armário, pois ele não estava seguindo os planos com a Wendy.
- Ma e Pa Duskerton  foram os proprietários idosos do "Dusk 2 Dawn" antes de suas mortes simultâneas, após o que ponto eles se tornaram fantasmas em busca de vingança em qualquer adolescente que entra em sua loja.
- Aoshima é uma criatura vista no episódio "A Inconveniência", durante uma das alucinações de Mabel ao comer muito Sorriso Dip, Mabel vê e monta na Aoshima em uma alucinação induzida por açúcar, alegando que "O futuro está no passado". Ele parece com um golfinho voador com uma pequena gravata borboleta amarela e dois braços humanos musculosos. Depois de girar ao redor de si mesmo, cresce outra cabeça de golfinho e mais dois braços musculosos, um em cada boca. Em cada palma da mão, há rosto de golfinhos, que atiram raios coloridos de suas bocas.
- Monstro do Summerween é primeiramente visto como um homem extraordinariamente alto, com pele extremamente escura e com galhos ao invés de braços e pernas. Nesta forma, ele usava um paletó de patch-work, uma máscara amarela de um rosto de abóbora sorrindo, e um chapéu de má qualidade semelhante em estilo a um muitas vezes usado por Velho MecGucket. Esta forma é eventualmente encontrado para ser um ardil no entanto, como o Monstro lança seu disfarce e revela ser uma criatura feita inteiramente de descartados e esquecidos "doces de perdedores", como alcaçuz preto ou milho de doces.
- Multi-Urso é uma criatura mágica que vive em uma caverna no alto de uma montanha alta. Dipper foi para conquistá-la para alcançar a masculinidade. Tem oito cabeças, com uma cabeça inteligente principal que é capaz da fala humana.
- Homentauros são criaturas musculosas e peludas, sua principal arma é a força bruta, passam o dia todo fazendo coisas de homem. Eles são meio-homens e meio-touros.
- Rumble McSkirmish (Glauco Marques//Brian Bloom) - Um famoso lutador do videogame "Luta de Lutadores" que aparece no episódio de mesmo nome, onde ele é invocado por Dipper, para assustar Robbie, que cria uma confusa por causa de Dipper que tinha dito que Robbie havia matado seu pai. Depois, ele luta com Dipper e vence, mas acaba desaparecendo e voltando para o seu jogo. Depois ele reaparece como uma participação especial em "Soos e o Verdadeiro Amor" onde aparece em seu jogo, mas é atingido por Giffany. Ele mais uma vez retorna em "Estranhagedon Parte 1" onde ele é libertado de seu videogame por Bill Cipher. E como última participação em "Estranhagedon 3: Recuperando Gravity Falls" onde ele ajuda a família Pines à combater os Monstros do Estranhagedon. Depois da morte de Bill Cipher, ele desaparece novamente, retornando ao seu videogame.
- Celestabellebethabelle (Celestabel-lebetha-belle) é um unicórnio que vive na Floresta Encantada. Ela fez sua primeira aparição em " O último Mabelcorn ".
- Octavia é uma vaca anteriormente normal que bebeu os produtos químicos tóxicos que poluíam a água perto de Northwest Mud Flaps. Ela tem a capacidade de disparar láser de seus olhos e esticar sua língua como um camaleão. Octavia também tem quatro pernas extras que sobressaem de seu corpo, mas ela caminha sobre quatro como uma vaca normal.
- Duembrete (Gremloblin, na versão original) é um metade duende, metade diabrete que vive na floresta de Gravity Falls.
- Monstros do Estranhagedon - Eles são demônios inter-dimensionais que são introduzidos em "Estranhagedon Parte 1" e causam o caos em Gravity Falls. Eles são mandados de volta para sua dimensão depois da morte de Bill no final da série. Muitos tem formas de  objetos antropomórfico. São eles:
  - Bola Oito - Uma criatura goblin de pele verde com um peito branco e estômago, um muscular superior do corpo, e bolas 8 para os olhos que são geralmente são apontados em direções diferentes. Ele também tem orelhas grandes, um maxilar proeminente, grandes dentes, e punhos em torno de seu pulso direito e tornozelo com um pequeno segmento da cadeia quebrado pendurado a partir deles.
  - Dentadura - Um par antropomórfico de próteses humanas com gengivas rosa membros alongados e uma pequena aura rosa.
  - Fechadura - Um  humanoide de pele azul, uma testa se assemelha a um buraco da fechadura, com um tom mais escuro de azul ao redor dos olhos, um nariz rosa, e uma pequena aura azul.
  - Hectograma - Um hexágono antropomórfico flutuante vermelho com lábios grandes tangerina, um bigode, um chapéu-coco com uma borda de ouro, uma gravata azul clara, e uma pequena aura vermelha.
  - Pyronica - Uma rosa brilhante de um olho súcubo-humanoide, magra em forma de com cabelo rosa curto com franja se separaram em seu rosto, vários pequenos chifres localizados entre suas duas grandes chifres curvados e membros feitos de chamas brancas. Ela também tem uma grande boca com lábios grossos, uma mistura de dentes salientes e as presas, e uma língua de sapo, e usa uma capa rosa e bombas estilete rosa longa.
  - Chupeta - Um bebê cinza-escuro demoníaco com enormes chifres pretos que se assemelham orelhas de morcego, um nariz de touro-cor-de-rosa, olhos vermelhos brilhantes, uma cauda preto, e uma aura vermelha. Ele também tem uma chupeta vermelha que está sendo sugado por uma segunda face em seu torso e uma cruz de ouro em sua testa enorme, com um olho semelhante ao de Bill em seu centro. De todos os demônios, Chupeta é o mais próximo de representações tradicionais deles.
  - Kryptos - É um demônio poligonal com um estilo semelhante ao do Bill, mas um losango (ou quadrado) na cor cinza. O perímetro topo de sua forma lembra uma bússola com um olho funcionando no ponto de viragem e o perímetro inferior se assemelha a uma régua quadrado. Ele também tem uma grande boca grande com dentes salientes e uma pequena aura azul, e usa luvas pretas e botas.
  - Zanthar - Uma criatura roxo-escuro e peluda em forma de cubo decapitado que anda em todos os quatro braços. Ele tem uma mancha de luz roxa muito parecido com um pedaço de pão fatiado e pequenas árvores que crescem fora de suas costas e ombros. Ele também usa um chapéu do festa. Em "Estranhagedon Parte 1", Bill se refere a ele como "O Ser Cujo Nome Nunca Pôde Ser Dito" antes de se referir a ele por seu nome real.
  - Metamorfo - Um flutuante desdobrada Cubo de Rubik composta de muitas peças contorcidas coloridos, muitos dos quais têm os olhos sobre eles, com uma pequena aura branca. Ele tem duas saliências roxo-escuro ao longo da cauda com tufos azuis maiores nas extremidades que penduram fora dos dois quadrados coloridos roxos em seu corpo.
  - Demônio em forma de Lâmpada de Lava - É o não-nomeado demônio em forma de Lâmpada de Lava com duas bolhas de lavas vermelhas como olhos e círculos vermelhos visíveis dentro de seu corpo. Ele também usa um chapéu-coco preto com uma faixa vermelha.
  - Olhos de Morcego - Enormes globos oculares com asas de morcego, e principal método de Bill de petrificar os cidadãos da Gravity Falls. Além de voo, não apenas o poder conhecido é visão a laser que petrificar quem for pego neles. Antes de sua estreia oficial, eles foram vistos em uma das páginas de revistas de Stanford.
  - A Suada e Horripilante Monstruosidade com um Braço - Um gigante monstro composto em sua cabeça, que exige que alguém para entre em sua boca.
  - A Criatura de Oitenta e Oito Caras - A criatura multi-colorida com muitos tipos diferentes de rostos. Em "Estranhagedon Parte 2: Fuga da Realidade", Bill diz que ele tem "oitenta e sete caras diferentes por acidente e ele se ofende.